# Notabitur
O Notabitur, Notreifeprüfung ou Kriegsabitur foi um Abitur simplificado. Foi instituído na Primeira Guerra Mundial e na Segunda Guerra Mundial na Alemanha. Na Áustria este exame durante épocas de guerra foi denominado Kriegsmatura. Em alguns ginásios prussianos já existiam exames preferenciais em 1870, com os quais os estudantes após um Notabitur podiam alistar-se como voluntários de guerra.